# Andrés
Andrés (del griego: Ἀνδρέας, romanizado: Andreas,  derivado de ανήρ/ανδρός, anēr/andrós, 'hombre' —como opuesto a la mujer—; el término ανήρ está relacionado con la raíz indoeuropea ner que significa 'hombre', 'fuerza vital') es un nombre de pila masculino de origen griego. Su significado puede entenderse como 'hombre fuerte', 'viril', 'valiente'. Sus versiones femeninas son Andrea, Andreína y Andresa.

## Santoral
La onomástica es el día 30 de noviembre en recuerdo de: san Andrés. Como alternativa, se puede celebrar en memoria de otros santos y beatos, entre los cuales están:
- 6 de enero san Andrés Corsini,[3]
- 1 de febrero beato Andrea de Segni[3]
- 18 de abril beato Andrés Hibernón, laico franciscano
- 13 de mayo san Andrés Hubert Fournet, sacerdote francese[3]
- 16 de mayo san Andrés Bobola, jesuita y mártir polaco[3]
- 10 de noviembre san Andrés Avelino, sacerdote del siglo XVI[3]

## Variantes
- Diminutivo: Andresito, Andresete, Andresillo, Andrelito, Andreito y Andy (manera proveniente del inglés Andrew -Andy-).

| Variantes en otros idiomas | Variantes en otros idiomas                |
| -------------------------- | ----------------------------------------- |
| Español                    | Andrés, Andreo, Andreíno                  |
| Albanés                    | Ndreu                                     |
| Alemán                     | Andreas                                   |
| Amhárico                   | አንድሬስ (Andreyas)                          |
| Árabe                      | أندراوس (Andraous)                        |
| Aragonés                   | Andrés, Andreu                            |
| Armenio                    | Անդրես (Andreas)                          |
| Asturiano                  | Andrés, Andresu                           |
| Bretón                     | Andreo                                    |
| Búlgaro                    | Андрей (Andrej)                           |
| Catalán                    | Andreu                                    |
| Checo                      | Ondřej, Andrej                            |
| Corso                      | Andria                                    |
| Croata                     | Andrija, Andreas                          |
| Danés                      | Andreas                                   |
| Eslovaco                   | Ondrej, Andrej                            |
| Esloveno                   | Andrej                                    |
| Esperanto                  | Andreo                                    |
| Estonio                    | Andreas                                   |
| Euskera                    | Ander                                     |
| Finlandés                  | Andreas                                   |
| Francés                    | André                                     |
| Gaélico escocés            | Anndrais                                  |
| Galés                      | Andrés                                    |
| Gallego                    | André                                     |
| Georgiano                  | ანდრია (Andria)                           |
| Griego                     | Ανδρέας (Andréas)                         |
| Hebreo                     | אנדראס (Andras)                           |
| Húngaro                    | András                                    |
| Inglés                     | Andrew (Diminutivo: Andy, Andry), Andreas |
| Irlandés                   | Aindriú                                   |
| Islandés                   | Andreas                                   |
| Italiano                   | Andrea (masculino), Andreína (femenino)   |
| Japonés                    | アンドレス (Andoresu)                     |
| Coreano                    | 안드레스 (Andeureseu)                     |
| Latín                      | Andreas                                   |
| Letón                      | Andrejs                                   |
| Lituano                    | Andrejus                                  |
| Maltés                     | Andrija                                   |
| Neerlandés                 | Andreas                                   |
| Noruego                    | Andreas                                   |
| Occitano                   | Andrièu                                   |
| Polaco                     | Andrzej                                   |
| Portugués                  | André                                     |
| Rumano                     | Andrei                                    |
| Ruso                       | Андрей (Andrej o Andrei)                  |
| Sardo                      | Andrìa                                    |
| Serbio                     | Андреј (Andrej)                           |
| Sueco                      | Andreas                                   |
| Tigriña                    | እንድርያስ (Indryas)                          |
| Ucraniano                  | Андрій (Andriy)                           |

## Historia
La forma en que conocemos el nombre Andrés en griego es Andreas, que encontramos ya en una de las historias de Heródoto. Es, por tanto, un nombre que en tiempos de Jesús llevaba ya usándose más de 500 años, como el de Felipe ("aquel que ama a los caballos"), el otro discípulo con nombre griego. Es de la familia léxica de "anhr" (anér), que significa "hombre valeroso" o "viril", y de andreia (andréia), que significa "valentía".

## San Andrés
Según la tradición cristiana San Andrés es uno de los doce apóstoles de Jesús, cuyo nombre figura en las enumeraciones que los cuatro Evangelios hacen de los apóstoles. Era hermano de Pedro, el primero de los apóstoles, al que Jesús encomendaría la misión de regir la Iglesia.
De acuerdo con dicha tradición, procedía de Betsaida y era un modesto pescador en el lago de Genezaret. Habitaba en Cafarnaum, al lado de Pedro y la mujer de este. Escuchaba con interés las predicaciones de Juan el Bautista, cuando este anunció a los que acudían a bautizarse, que él no era nadie, que no era digno ni de desatar las correas de las sandalias de Jesús. Le encaminó, pues, hacia él. Andrés escuchó a Jesús durante horas y quedó cautivado por él. Se lo contó a su hermano Pedro y lo condujo hacia Jesús. Un día los encontró a los dos pescando y les dijo: "Seguidme, que yo os haré pescadores de hombres". Y desde entonces renunciaron a cuanto tenían y se dedicaron a ayudar a Jesús en su misión evangelizadora.
Tras la muerte de Jesús, después de haber evangelizado Andrés a los escitas y a los colonos griegos de Heraclea, Sinope y Trebisonda, volvió a Jerusalén, donde sufrió martirio en una cruz en forma de aspa, que pasaría a llamarse la "Cruz de San Andrés". Esto habría ocurrido en el año 95 de nuestra era, y su cuerpo fue trasladado a Constantinopla el año 357.

## Toponimia
El nombre de San Andrés ha proliferado extraordinariamente en la geografía. Más de 150 ciudades, ríos, etc. registra la enciclopedia Espasa con este nombre. Y esto sólo en lengua española. Y como todos los nombres que han tenido una gran implantación, ha desarrollado también la forma femenina; Andrea. Cuenta asimismo con innumerables iglesias y con una iconografía muy abundante.

## Personas
- Andrés Gil, actor argentino